# Canalul Crimeii de Nord

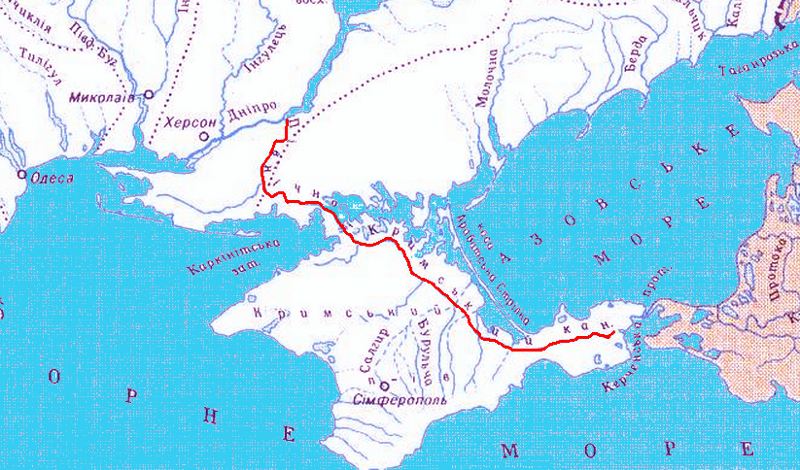
Canalul Crimeii de Nord

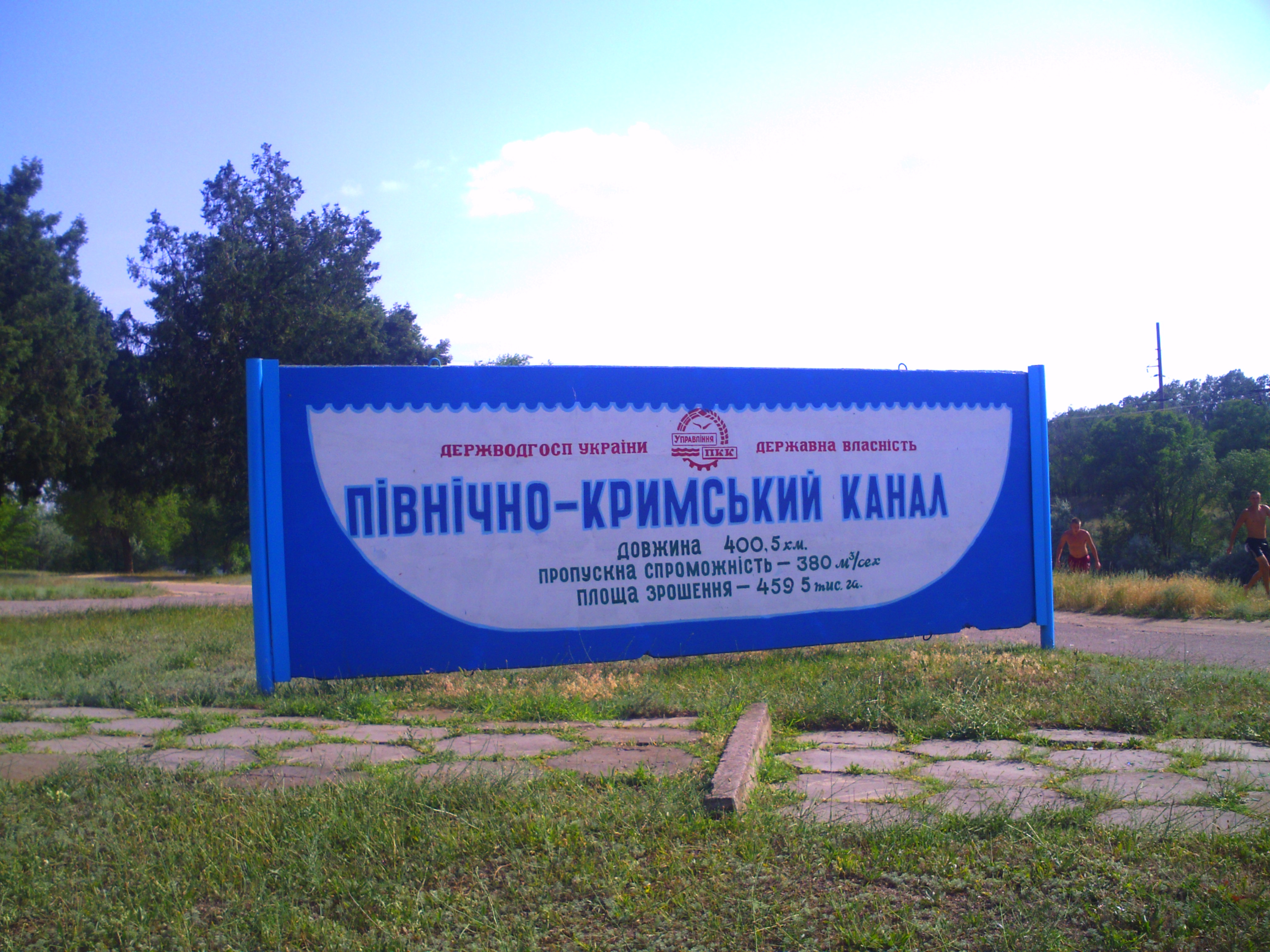
Panou cu descrierea canalului (2009)

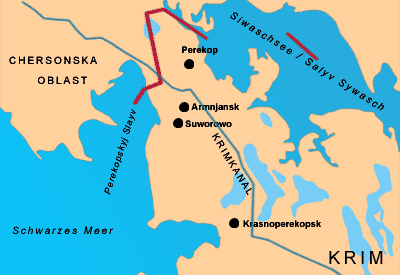
Canalul pe istmul Perekop

Canalul Crimeii de Nord (în ucraineană Північно-Кримський канал, transliterat: Pivnichno-Krîmskîi kanal) era un canal de 402,6 km din sudul Ucrainei, care era folosit până în 2014 pentru irigarea Crimeii cu apa Niprului. După aceasta doar terenurile agricole din sudul regiunii ucrainene Herson mai continuau să fie irigate, printr-o ramificație a sa – Canalul Krasnoznameansk. După invazia rusa în Ucraina din 2022 funcționarea canalului a fost reluată, însă când forțele armate ruse au aruncat în aer barajul de la Kahovka, nivelul apei în lacul de acumulare cu același nume a scăzut atât de mult încât alimentarea canalului a devenit imposibilă.

## Curs
Canalul Crimeii de Nord începea la Nova Kahovka în regiunea Herson, din lacul de acumulare Kahovka de pe Nipru, apoi trecea prin sudul regiunii Herson și prin Istmul Perekop, apoi prin nordul Crimeii prin Sovetskîi până la Kerci în estul peninsulei.

## Specificații tehnice
Canalul Crimeii de Nord avea 402,6 km lungime, adâncimea sa maximă era de 6 m, iar lățimea medie era de la 10 până la 15 m. Sistemul de canale avea o lungime totală de 1500 km și a fost cel mai mare și mai complex sistem de irigații din Europa. Canalul avea o capacitate maximă de 380 m³/secundă și transporta în fiecare an peste 1,2 miliarde de m³ de apă din Nipru în Crimeea. După anexarea Crimeii de către Rusia în 2014 Ucraina a blocat canalul.

## Utilizare
Cantitatea de apă furnizată Crimeei acoperea 85 % din consumul total de apă al populației de acolo. Prin construcția canalului au putut fi irigate peste 270.000 de hectare de stepă aridă.
În interiorul Crimeei alimentarea cu apă era preluată de Canalul Krasnohvardiiske, care se desprinde de canalul principal la Djankoi și direcționa apa către vestul peninsulei.

## Istorie

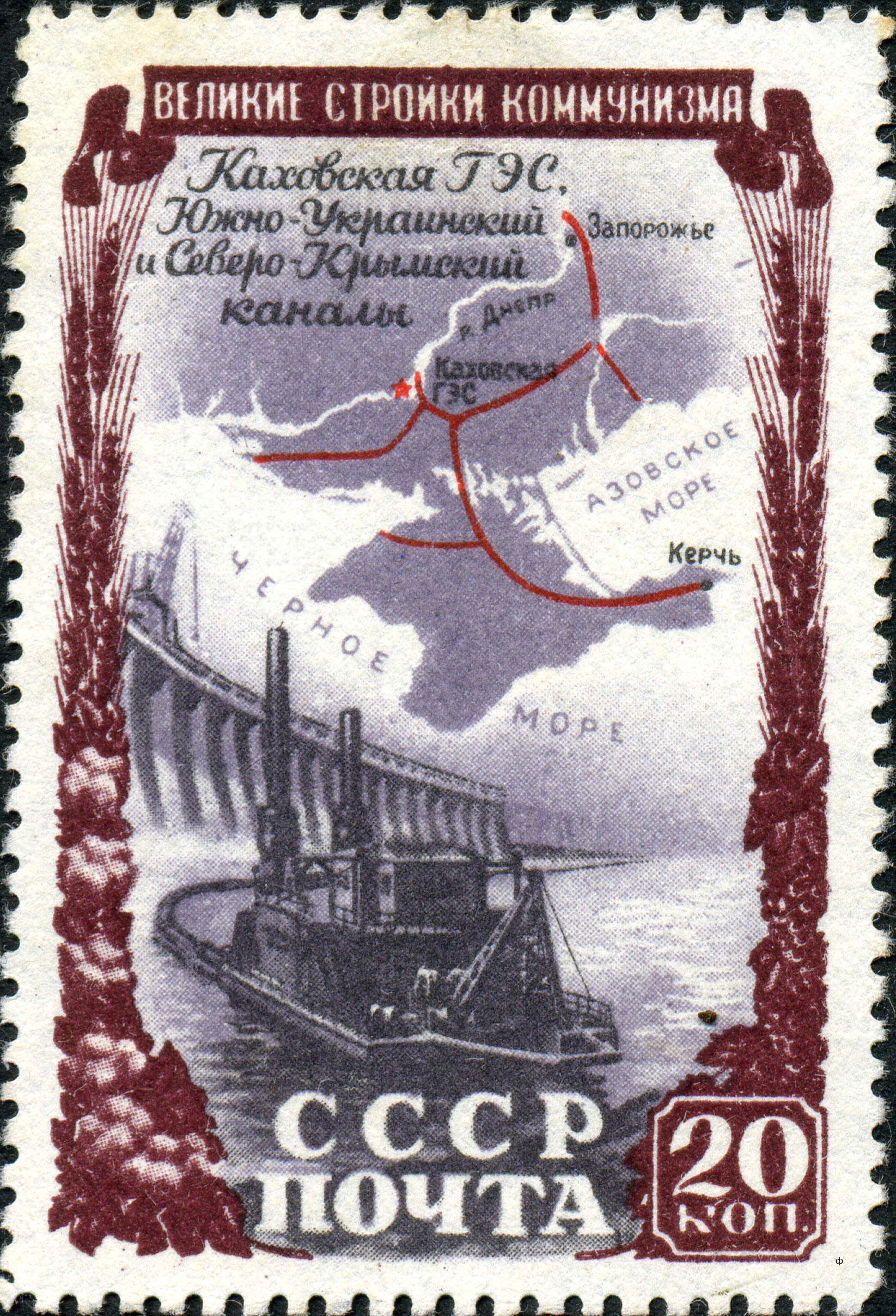
Timbru poștal sovietic din 1951 cu schema planificată a sistemului de canale

Construcția canalului a început în 1961. În 1963 apa a ajuns deja la Krasnoperekopsk în nord și în 1965 la orașul Djankoi din centrul Crimeei. În 1971 a fost atins orașul Kerci și în decembrie 1976 canalul a fost deschis oficial.
După anexarea Crimeii de către Rusia în martie 2014 noile autorități locale nu au încheiat un acord cu Agenția de Stat a Ucrainei pentru Resursele Acvatice, nu au rambursat datoriile pentru pompele de apă (aproximativ 1,5 milioane grivne) și au efectuat devieri de apă neautorizate. În acest context în aprilie 2014 cantitatea de apă direcționată prin canal a fost redusă drastic. Pe 26 aprilie 2014 a devenit cunoscut faptul că Ucraina blochează trecerea apei din Nipru prin Canalul Crimeii de Nord către peninsula Crimeea, însă Agenția Acvatică din Kiev a contrazis inițial acest lucru.
În aprilie 2017 Ucraina a finalizat un nou baraj pe Canalul Crimeii de Nord, care a deconectat complet Crimeea de la sistemul de irigație ucrainean.
Agricultura din Crimeea, care depinde în mare măsură de alimentarea cu apă din Nipru, s-a confruntat de atunci cu insuficiență de apă.